# Rashad Vaughn
Rashad Vaughn (Minneapolis, 16 de agosto de 1996) é um jogador norte-americano de basquete profissional que atualmente joga pelo Prometey, disputando a Superliga Ucrâniana. Foi draftado em 2015 na primeira rodada pelo Milwaukee Bucks.